# Walter Montagu Douglas Scott, 8.º Duque de Buccleuch

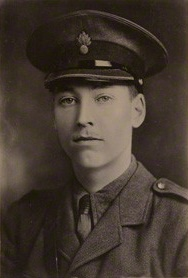
Walter Montagu Douglas Scott, 8.º Duque de Buccleuch

Walter John Montagu Douglas Scott, 8.º Duque de Buccleuch, 10.º Duque de Queensberry (30 de dezembro de 1894 — 4 de outubro de 1973) foi um nobre e político conservador britânico. Ele era o filho de John Montagu-Douglas-Scott, 7.º Duque de Buccleuch. Sua irmã, Alice, casou-se com o Henrique, Duque de Gloucester, em 1935, tornando-se um membro da Família Real Britânica.

## Biografia
Montagu-Douglas-Scott foi educado em Eton College e em Christ Church, na Universidade de Oxford. Ele comandou o regimento de infantaria King's Own Scottish Borderers e foi um capitão-general da Real Companhia dos Arqueiros.
Como Conde de Dalkeith, foi um membro do parlamento unionista pelo distrito eleitoral de Roxburghshire, entre 1923 e 1935, quando ele sucedeu seu pai como Duque de Buccleuch e Duque de Queensberry. Ele foi sucedido como membro por Roxburghshire por seu irmão, Lorde William Scott. Em Londres, Walter conheceu o embaixador alemão Joachim von Ribbentrop.
A 21 de abril de 1921, ele desposou Vreda Esther Mary Lascelles, neta de William Beauclerk, 10.º Duque de St Albans. Eles tiveram três filhos:
- Lady Elizabeth Diana Montagu-Douglas-Scott (20 de janeiro de 1922), casou-se com Hugh Percy, 10.º Duque de Northumberland.
- Walter Francis John Montagu-Douglas-Scott, 9.º Duque de Buccleuch (28 de setembro de 1923).
- Caroline Margaret Montagu-Douglas-Scott (7 de novembro de 1927), casou-se com Sir Ian Gilmour.